# 泰恩威爾德比
泰恩威爾德比（Tyne-Wear Derby）是指英格蘭的兩家足球俱樂部紐卡素和新特蘭之間的比賽。兩家球隊之間的比賽氣氛十分激烈火爆，甚至發生過多次暴力事件。紐卡素和新特蘭這兩座城市在歷史上關係不睦，紐卡素常被認為是代表親國王且保守黨勢力較強的城市。而新特蘭則被認為是工黨勢力較強的城市。受城市本身關係的影響，兩隊之間的比賽也極為激烈，迄今為止，兩陣對壘中紐卡素取得53場勝利，新特蘭取得53場勝利，50場平手。

## 外部連結
- Newcastle v Sunderland （页面存档备份，存于） at soccerbase.com